# Niculești (Fehér megye)
Niculești románul: Niculești, falu Romániában, Erdélyben, Fehér megyében. Közigazgatásilag Arada községhez tartozik.

## Fekvése
Arada (Horea) mellett fekvő település.

## Története
Niculeşti korábban Arada (Horea) része volt. 1956 táján vált külön településsé 82 lakossal.
1966-ban 67 román lakosa volt. 1977-ben 75 lakosából 74 román volt. 1992-ben 51, a 2002-es népszámláláskor 59 román lakosa volt.